# آيت يوسف أو حدو (المرس)
آيت يوسف أو حدو هو دُوَّار يقع بجماعة المرس، إقليم بولمان، جهة فاس مكناس في المملكة المغربية. ينتمي الدوّار لمشيخة المرس التي تضم 10 دواوير. يقدر عدد سكانه بـ 147 نسمة حسب الإحصاء الرسمي للسكان والسكنى لسنة 2004.

## وصلات خارجية
- البوابة الوطنية للجماعات الترابية
- المندوبية السامية للتخطيط